# Ex omnibus christiani
Ex omnibus christiani è una enciclica di papa Benedetto XIV, datata 16 ottobre 1756, scritta all'Assemblea del Clero francese, con la quale il Papa, rispondendo ad alcuni dubbi o quesiti sollevati da alcuni teologi, afferma che devono essere privati dei Sacramenti solo coloro che si dichiararono pubblicamente contro la bolla Unigenitus, che nel 1713 metteva fine alla questione giansenista.

## Fonte
- Tutte le encicliche e i principali documenti pontifici emanati dal 1740. 250 anni di storia visti dalla Santa Sede, a cura di Ugo Bellocci. Vol. I: Benedetto XIV (1740-1758), Libreria Editrice Vaticana, Città del Vaticano 1993